# Клисура Змајевачког потока
Клисура Змајевачког потока усечена је у горњем и средњем току потока, између гребена Турски гроб на северу и Пасја коса на југу, у дужини од 1,67km, са просечним падом од 105‰ и максималном дубином од 215 метара, на планини Тари, у оквиру Националног парка Тара.
Клисура је усечена у харцбургитима (магматске стене). Највећи део страна клисуре обрастао је густом шумом, изузев неких делова десне стране који су под пашњацима. Представља један од најзначајнијих локалитета Панчићеве оморике изван НП Тара. На изласку из клисуре налази се заселак Лазићи, део села Заовине. Дном клисуре иде пешачка стаза.